# 埃爾韋角
65°4′S 64°3′W / 65.067°S 64.050°W
埃爾韋角（英語：Hervéou Point）是南極洲的海岬，位於威廉群島的布斯島西部，處於夏科港和薩彼里埃灣之間，該海岬由法國探險隊繪入地圖，以探險船的海員命名。